# Klasyfikacja klimatyczna włoskich gmin
Klasyfikacja klimatyczna włoskich gmin została wprowadzona przez dekret prezydenta Republiki Włoskiej numer 412 z 26 sierpnia 1993, tabela A z późniejszymi zmianami i poprawkami: Przepis wnoszący normy do projektowania, instalacji, eksploatacji i utrzymania instalacji termicznych w budynkach w celu ograniczenia zużycia energii, w spełnieniu atykułu 4, ustępu 4, ustawy 9 stycznia 1991, numeru 10.
W krótkim czasie ponad 8000 gmin zostało podzielonych na sześć obszarów klimatycznych, w sposób ustanowiony przez tabelę A załączoną do dekretu.
Zostały ponadto dostarczone, dla każdej gminy, wskazówki dotyczące sumy, obejmującej uzgodnione wszystkie dni okresu rocznego, z różnicami dziennymi pomiędzy temperaturą otoczenia, umownie określonej na 20 °C, a średnią temperaturą dzienną zewnętrzną; używana jednostka pomiaru to stopniodzień (GG).
Przynależność do obszaru klimatycznego wskazuje w jakim okresie i przez ile godzin jest możliwe włączenie ogrzewania w budynkach.
Burmistrzowie gmin mogą zwiększyć, w odniesieniu do uzasadnionych wymagań, roczny i dzienny okres działania włączonego ogrzewania, powiadamiając o tym niezwłocznie mieszkańców gminy.
Poza takimi okresami, instalacje cieplne mogą być aktywowane jedynie w sytuacjach klimatycznych, w których ich użycie jest usprawiedliwione i jakkolwiek, zgodnie z okresem dziennym nieprzekraczającym połowy okresu przewidzianego w całej klasyfikacji.
| Tabela obszarów klimatycznych |                               |                     |
| Obszar klimatyczny            | Okres działania               | Określony czas      |
| A                             | 1 grudnia – 15 marca          | 6 godzin dziennych  |
| B                             | 1 grudnia – 31 marca          | 8 godzin dziennych  |
| C                             | 15 listopada – 31 marca       | 10 godzin dziennych |
| D                             | 1 listopada – 15 kwietnia     | 12 godzin dziennych |
| E                             | 15 października – 15 kwietnia | 14 godzin dziennych |
| F                             | brak ograniczeń               | brak ograniczeń     |